# 瓊斯 (伊利諾伊州)
瓊斯（英語：Jones）是位於美國伊利諾伊州科爾斯縣的一個非建制地區。該地的面積和人口皆未知。

## 地理
瓊斯的座標為39°27′09″N 88°20′09″W / 39.45250°N 88.33583°W，而該地的平均海拔高度為225米（即738英尺）。